# 26640 Бахіль
26640 Бахіль (26640 Bahýľ) — астероїд головного поясу, відкритий 9 травня 2000 року.
Тіссеранів параметр щодо Юпітера — 3,205.